# Салкынчишма
Салкынчишма (устар. Салкын-Чишма) — река в России, протекает в Башкортостане. Устье реки находится в 5,7 км по правому берегу реки Нугуш. Длина реки составляет 14 км, площадь водосборного бассейна — 50,2 км².

## Данные водного реестра
По данным государственного водного реестра России относится к Камскому бассейновому округу, водохозяйственный участок реки — Ик от истока и до устья, речной подбассейн реки — бассейны притоков Камы до впадения Белой. Речной бассейн реки — Кама.
Код объекта в государственном водном реестре — 10010101312111100028367.